# Amanda Sonnenfels
Amanda Sonnenfels (eigentlich: Amanda Sonnenfeld; * 4. Juli 1868 in Kosel, Oberschlesien) war eine deutsche Schriftstellerin.

## Leben
Amanda Sonnenfeld wuchs als Tochter eines Rittergutsbesitzers auf. Wegen finanzieller Schwierigkeiten zog die Familie nach Breslau um, wo sie zu schreiben begann und sich das Pseudonym Sonnenfels zulegte.

## Werke (Auswahl)
- Ein Thronerbe. Roman. Dresden 1900.
- Ein Beitrag zur Psychologie des Kindes. Vortrag gehalten in Breslau den 18. Februar 1904. Dieter, Breslau 1904.
- Dichterinnen und Freundinnen unserer grossen Dichter. Tetzlaff, Berlin 1907.
- Gefrorene Scheiben - Neue Märchen von Amanda Sonnenfels. 1908.
- Die Geschichte von den lustigen Bären. Molling, Hannover 1910.
- Aus denkwürdiger Zeit. Eine Erzählung für die reifere Jugend. Goerlich, Breslau 1912.
- Der fliegende Mensch und anderes. Priebatsch, Breslau 1913.
- Lustige Kameraden : Erzählungen für die Jugend. Nister, Nürnberg 1914.
- Fliegende Blätter vom Welttheater. Böhm & Taussig, Breslau 1916.
- Vom täglichen Brot. Goerlich, Breslau 1919.
- Königin Luise von Preußen Eine Lebensbeschreibung für die Mädchenwelt. Stuttgart 1920.
- Märchen für kleine und große Leute. Für die Jugend. Loewe, Stuttgart 1921.
- Deutsche Frauengestalten. 10 Lebensbeschreibungen hervorragender Frauen für die Mädchenwelt. Stuttgart 1927.
- Die roten Schuhe. Löwensohn, Fürth 1927.